# Blah! (comunidade móvel)
A blah!, comunidade ou rede social móvel, criada em Junho de 2000 no Brasil, foi a primeira rede social móvel do mundo, ou seja, uma rede onde as pessoas utilizam o telefone celular como meio de interação. A Blah! acumulou o expressivo número de 5 milhões de usuários.. Anterior a outras comunidades como a Peperonity  ou a Friendster, a blah! esteve presente em toda a América Latina, nos Estados Unidos, Filipinas, Malásia e Hong Kong e obteve reconhecimento mundial, tendo sido objeto de estudo de várias publicações como o Journal of Information Systems and Technology Managementpor estudantes da London School of Economics and Political Science , a Juniper Research  e o VTT Technical Center of Finland entre outras.
Parte do grupo TIM, a blah! foi inicialmente disponibilizada apenas para os usuários da operadora TIM, mas, no início de 2003 foi disponibilizada para outras operadoras fora do grupo, tendo sido a primeira operadora externa a americana Verizon Wireless, seguida de várias outras. No Brasil o blah! chat foi oferecido pela BCP (atual Claro), pela Telemig Celular e Amazônia Celular. Com a disponibilização em múltiplas operadoras, a comunidade se fortaleceu, alcançando usuários em 12 países.
Os usuários da rede blah! tinham acesso a quatro categorias de produtos: personalização, lazer, canais e conexão.
Personalização: papéis de parede e ringtones para personalização do celular;
Lazer: Jogos;
Canais: Conteúdo de notícias, esportes, horóscopo;
Conexão: Chat anônimo onde os jovens podiam conversar com outros utilizando um apelido e de acordo com um perfil cadastrado.
A inovação estratégica de blah!, foi, no início da década, construir uma experiência completamente centrada no telefone celular. Pode-se argumentar que o sucesso alcançado e a forte adesão de jovens à comunidade foram importantes fatores na educação dos brasileiros quanto à utilização do SMS, ou mensagem de texto. Outro aspecto importante a mencionar é a projeção mundial alcançada por uma empresa criada no Rio de Janeiro, tendo sido o primeiro provedor brasileiro de serviços de valor agregado para telefonia celular a ter expandido seus serviços para a região que reconhecidamente é a mais desenvolvida em serviços móveis, a Ásia.
Outro aspecto relevante foi o diferenciado suporte de Marketing da blah!, que contou com a campanha "Gostou, manda um blah!", da Giovanni FCB, que foi premiada com o Prêmio Colunistas de 2004 e apresentava diferentes personagens usuários do chat. Nessa campanha, os personagens eram apresentados ao público que podia trocar mensagens de texto com eles, em uma inovadora ação de interatividade. As Festas do Solteiro , realizadas no mês de agosto para comemorar o Dia do Solteiro em várias capitais brasileiras, reunindo sempre mais de 3 mil pessoas por festa, ficaram conhecidas por todo o país. A blah! também inovou ao abrir uma loja-conceito em Dezembro de 2003, no New York City Center, na Barra da Tijuca, Rio de Janeiro. A ideia de criar o 'blah!loc' surgiu para que os usuários pudessem também contar com um lugar para conviver além do ambiente virtual. Com 380 metros quadrados de área e capacidade para receber 400 pessoas, o blah!loc contava com uma loja de roupas assinadas pelo estilista Marcelo Sommer, um estande da Nokia e uma lanchonete com sanduíches e pizzas criados pelo chef Ângelo Chiocca. No blah! loc era possível jogar os jogos da blah! com interatividade celular-telão e participar nas votações propostas na loja, diretamente do celular.
Não menos importante era a plataforma de produtos, totalmente integrada. Se um usuário tinha em seu perfil do chat que era torcedor de um determinado time, e esse time ganhasse uma partida, esse usuário podia ser impactado com um convite para baixar o ringtone do time ou assinar o canal de notícias do time.
Esses fatores, aliados a um profundo conhecimento do consumidor jovem nos diversos continentes transformaram blah! em um grande caso de sucesso no Brasil e globalmente, sendo ainda uma referência quando o assunto é rede social ou serviços de valor agregado.
O criador da blah! e seu principal executivo foi Federico Pisani Massamormile., que esteve à frente da empresa de junho de 2000 até 2004, vindo de experiências anteriores na indústria de telefonia celular no exterior (Europa e Estados Unidos). 
A partir de 2014, o serviço Chat blah! foi extinto pela operadora.